# Chalastinus egensis
Chalastinus egensis là một loài bọ cánh cứng trong họ Cerambycidae.